# Mancomunidad del Río Nacimiento
La Mancomunidad de Municipios del Río Nacimiento es una agrupación voluntaria de municipios (mancomunidad) situados en la cuenca del río Nacimiento, en la provincia de Almería, España. Tiene como objetivo la administración del abastecimiento de aguas; el saneamiento; el vertido y depuración de aguas residuales; la recogida, el transporte, el vertido y el tratamiento de residuos sólidos; las actividades turísticas, culturales y deportivas y el aprovechamiento de recursos hidráulicos de los municipios mancomunados.

## Municipios
Esta entidad está formada por los siguientes municipios:
|                      | Municipio       | Superficie | Población (2011) | Densidad       | Ayto. (2023) | Pedanías              |
| -------------------- | --------------- | ---------- | ---------------- | -------------- | ------------ | --------------------- |
| Abla                 | Abla            | 45,24 km²  | 1.480 hab.       | 32,71 hab./km² | PSOE         | -                     |
| Abrucena             | Abrucena        | 83,68 km²  | 1.391 hab.       | 16,62 hab./km² | PSOE         | La Vega y Camino Real |
| Fiñana               | Fiñana          | 135 km²    | 2.387 hab.       | 17,68 hab./km² | PSOE         | -                     |
| Gérgal               | Gérgal          | 228 km²    | 1.116 hab.       | 4,89 hab./km²  | PSOE         | -                     |
| Nacimiento (Almería) | Nacimiento      | 81 km²     | 511 hab.         | 6,31 hab./km²  | PSOE         | -                     |
| Olula de Castro      | Olula de Castro | 34 km²     | 200 hab.         | 5,88 hab./km²  | PSOE         | -                     |
| Las Tres Villas      | Las Tres Villas | 85 km²     | 706 hab.         | 8,31 hab./km²  | PSOE         | -                     |
|                      | TOTAL           | 691,92 km² | 7791 hab.        | 11,26 hab./km² |              |                       |

## Geografía
El Río Nacimiento es una subcomarca vertebrada por el cauce de río homónimo.
Además de paisajes naturales, este territorio encierra joyas del patrimonio histórico almeriense y otros lugares destacables por su interés etnográfico.

### Abla
Se puede visitar la iglesia parroquial de la Anunciación, del siglo XVI, la ermita de los Santos Mártires, el mausoleo romano del siglo II, el Castillo, El Peñón de las Juntas donde se encuentra la necrópolis Los Milanes. Son típicos los productos de artesanía como las jarapas y los objetos de esparto.

### Abrucena
Es típico por sus casas blancas y sus estrechas calles. Destaca su iglesia del siglo XVI y las ruinas del Castillejo, situadas en un montículo al lado del cauce del río.
Otro punto destacable de esta localidad, se sitúa en su abundante flora y fauna que existe en la zona del parque nacional perteneciente al término municipal además de lugares pintorescos de su sierra.

### Fiñana
Se puede destacar la antigua mezquita del siglo XIII, hoy convertida en templo cristiano, la Ermita de Nuestro Padre Jesús, que fue declarado monumento histórico. Otros bienes de interés cultural son la alcazaba, el castillo y la iglesia parroquial de la Anunciación.

### Gérgal
Entre sus monumentos destacan el Castillo de Gérgal, la iglesia de Nuestra Señora del Carmen, del siglo XVII, y los Abrigos del Peñón de las Juntas, junto a otros similares.

### Las Tres Villas
Este municipio se debe a la fusión de otras tres localidades: Doña María, Ocaña y Escúllar. Destacan sus casas construidas en piedra a la vista, con tejados de pizarra, los abrigos de las Majadas de las Vacas y el puente sobre la rambla de Escúllar.

### Nacimiento
Esta localidad se encuentra atravesada por el río Nacimiento que da nombre a la comarca. Tuvo un período de gran esplendor con el auge de la producción de uva de mesa, que causó la aparición de grandes cortijos. Destaca la iglesia de San Miguel del siglo XVIII, en estilo mudéjar, y los abrigos de El Peñón de la Virgen.

### Olula de Castro
Su templo parroquial de una nave, separada de la capilla mayor por un arco, está dedicado a Nuestra Señora del Patrocinio. Sus típicas casas blancas y la fisionomía de sus calles estrechas y acogedoras pertenecen al legado de este pueblo.